# Microrégion de Santo Antônio de Pádua
La microrégion de Santo Antônio de Pádua est une des microrégions de l'État de Rio de Janeiro appartenant à la mésorégion du Nord-Ouest Fluminense. Elle couvre une aire de 2.245 km² pour une population de 123.640 habitants (IBGE 2005) et est divisée en six municipalités.

## Microrégions limitrophes
- Campos dos Goytacazes
- Cantagalo-Cordeiro
- Itaperuna
- Santa Maria Madalena

## Municipalités[1]
- Aperibé
- Cambuci
- Itaocara
- Miracema
- Santo Antônio de Pádua
- São José de Ubá